# Шнеккенлое
Шнеккенлое (нім. Schneckenlohe) — громада в Німеччині, розташована в землі Баварія. Підпорядковується адміністративному округу Верхня Франконія. Входить до складу району Кронах. Складова частина об'єднання громад Мітвіц.
Площа — 9,31 км2. Населення становить 1025 ос. (станом на 31 грудня 2020).